# Coronado (Schiff, 1970)
Die USS Coronado (AGF-11) (zuvor LPD-11) war ein Amphibientransportdock in Diensten der United States Navy. Sie gehörte der Austin-Klasse an.

## Geschichte
Das Schiff wurde von der Lockheed Shipbuilding and Construction Company in Seattle gebaut und ist nach der Stadt Coronado in Kalifornien benannt.
1970 wurde die Coronado in die US-Atlantikflotte eingegliedert und verbrachte einige Zeit im Mittelmeer und in der Karibik. 1980 wurde sie modernisiert und das Kommandoschiff der US-Middle-East-Fleet, die im Persischen Golf stationiert war.
Im Oktober 1985 löste das Schiff die USS Puget Sound (AD-38) als Kommandoschiff der 6. US-Flotte ab. In den nächsten zehn Monaten nahm das Schiff an einer Operation im Golf von Sidra teil und bekämpfte libanesische Terroristen.
Im Juli 1986 wurde die Coronado als Kommandoschiff abgelöst und in Pearl Harbor stationiert, um nur wenig später das Kommandoschiff der 3. Flotte zu werden. Danach wurde das Schiff wieder abgelöst, bald darauf wieder als Kommandoschiff eingesetzt. 1988 kam das Schiff zurück nach Pearl Harbor.
In dieser Zeit war die Coronado und die 3. Flotte das Zentrum von Innovationen und Verbesserungen aller Art. 1998 wurde das Schiff umfangreich modernisiert. Nachdem die Blue Ridge, das Kommandoschiff der 7. Flotte, ins Trockendock musste, übernahm die Coronado deren Aufgaben.
Im Jahr 2006 wurde das Schiff schließlich außer Dienst gestellt und im Jahr 2012 als Zielschiff versenkt.